# Eurico Gaspar Dutra

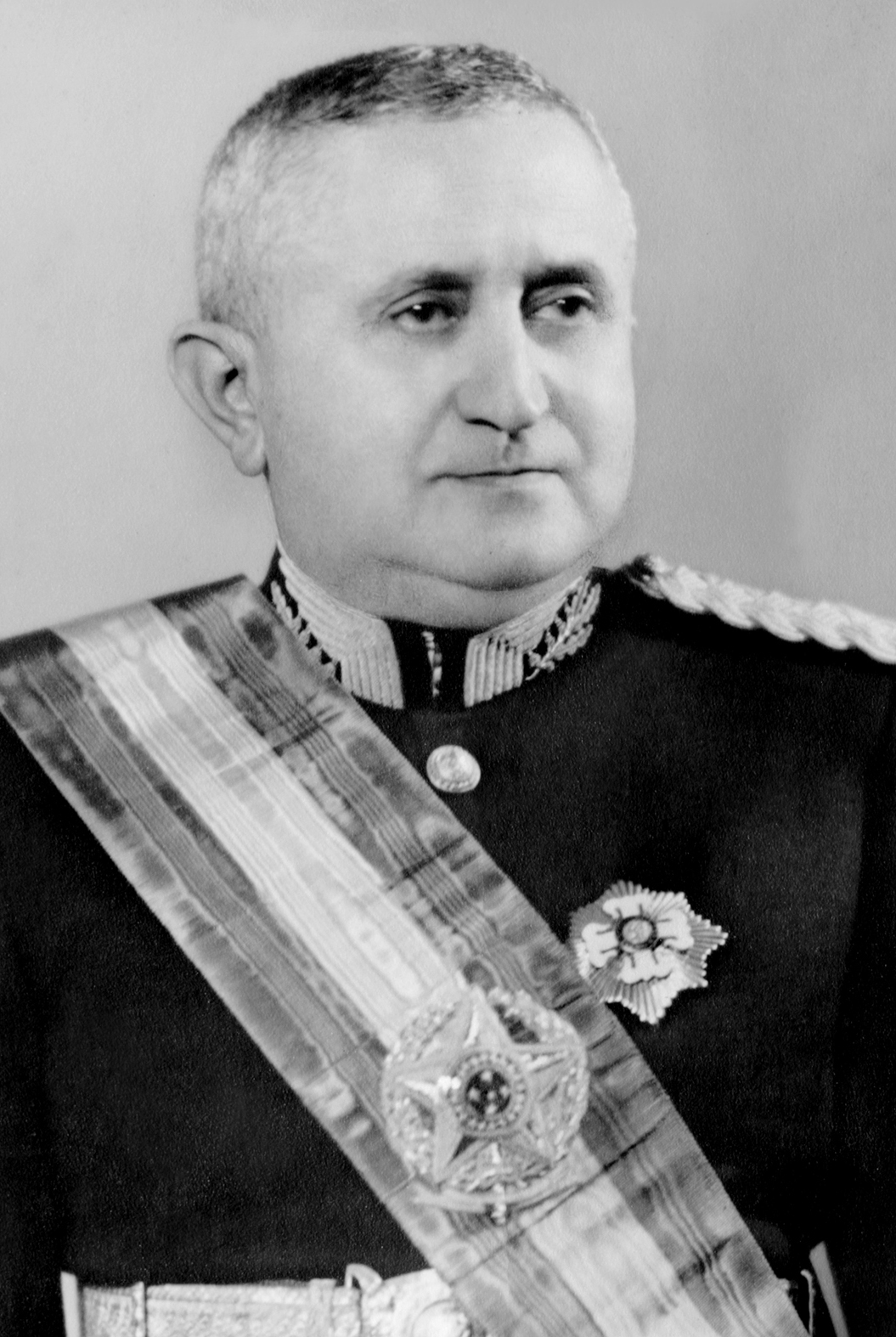
Eurico Gaspar Dutra

Eurico Gaspar Dutra (* 18. Mai 1883 in Cuiabá, Mato Grosso; † 11. Juni 1974 in Rio de Janeiro, Guanabara) war ein brasilianischer Marschall und Politiker der Sozialdemokratischen Partei PSD (Partido Social Democrático), der unter anderem zwischen 1946 und 1951 Staatspräsident Brasiliens war.

## Leben

### Militärische Laufbahn, General und Kriegsminister
Dutra absolvierte eine Offiziersausbildung im Heer (Exército Brasileiro) der Streitkräfte (Forças Armadas do Brasil) und fand nach seiner Beförderung zum Leutnant 1910 verschiedene Verwendungen als Offizier sowie Stabsoffizier. Er unterstützte die jeweiligen Regierungen gegen alle revolutionären Bewegungen. Nach seiner Beförderung zum Oberstleutnant am 16. Mai 1929 wurde er am 2. Juni 1929 Kommandeur des 15. Unabhängigen Kavallerieregiments und verblieb bis zum 11. Dezember 1930 auf diesem Posten. Er stand zunächst in Opposition zu Getúlio Vargas, der in einem Putsch am 3. November 1930 die Macht übernommen und den am 1. März 1930 gewählten Staatspräsident Júlio Prestes abgesetzt hatte. Er wurde am 17. Dezember 1931 zum Oberst befördert und war zwischen dem 12. Februar und dem 18. August 1932 Kommandeur des 4. Kavallerieregiments und verteidigte die Regierung von Vargas bei einer Revolte in São Paulo 1932. Am 22. September 1932 wurde er zum Brigadegeneral befördert und schlug als Kommandeur der 1. Brigade 1935 eine kommunistische Revolte in Rio de Janeiro nieder. Nach seiner Beförderung zum Generalmajor am 9. Mai 1935 war er als Nachfolger von Brigadegeneral Álvaro Guilherme Mariante vom 13. Mai 1935 bis zu seiner Ablösung durch Generalmajor Waldomiro Castilho de Lima am 8. Dezember 1936 Kommandeur der 1. Militärregion (1.ª Região Militar).
Am 31. Januar 1936 berief Staatspräsident Vargas Dutra zum Kriegsminister (Ministro da Guerra) in dessen Kabinett und damit zum Nachfolger von João Gomes Ribeiro Filho. In dieser Funktion hatte er maßgeblichen Einfluss bei der Ausarbeitung der Verfassung von 1937. Am 3. August 1945 wurde er von Dutra als Kriegsminister entlassen und durch Pedro Aurélio de Góis Monteiro abgelöst.

### Staatspräsident Brasiliens
Im Oktober 1945 zwang er den de facto diktatorischen Präsidenten Getúlio Dornelles Vargas zum Rücktritt, nachdem Befürchtungen aufkamen, dieser würde sich nach 15 Jahren Amtszeit, in denen er nie gewählt und nur vom Militär legitimiert worden war, entgegen seinen Ankündigungen dennoch zur Präsidentschaftswahl im Jahr 1945 stellen. Dutra kandidierte daraufhin im Dezember 1946 bei der Präsidentschaftswahl und wurde mit Unterstützung der Sozialdemokratischen Partei PSD (Partido Social Democrático) zum Staatspräsidenten Brasiliens gewählt. Er wurde zudem von den Landarbeitern sowie durch Vermittlung von Vargas auch von der von dessen Anhängern am 15. Mai 1945 gegründeten Arbeiterpartei PTB (Partido Trabalhista Brasileiro) unterstützt. Als Staatspräsident verbot der konservative Dutra 1947 die Kommunistische Partei PCB (Partido Comunista Brasileiro) und brach die diplomatischen Beziehungen zur Sowjetunion ab. Zugleich verbesserte er die Beziehungen zur USA durch die Organisation Amerikanischer Staaten (OAS). Allerdings verschlechterte sich die wirtschaftliche Lage, sodass Vargas die Präsidentschaftswahlen 1950 gewann und am 31. Januar 1951 als Nachfolger Dutras abermals Staatspräsident wurde.
Am 5. Dezember 1952 schied Dutra formell aus dem aktiven Militärdienst aus und erhielt den Dienstgrad eines Marschalls (Marechal do Exército Brasileiro). Er unterstützte 1964 den Militärputsch von General Humberto Castelo Branco. Nach ihm wurde die Autobahn zwischen São Paulo und Rio de Janeiro (BR-116/SP-60) benannt.